# Consonante nasal
Una consonante nasal es un sonido del habla humana que se produce cuando el velo del paladar —la parte posterior carnosa del paladar— baja, permitiendo que el aire fluya a través de la nariz. La cavidad bucal todavía actúa como compartimiento de la resonancia del sonido, pero el aire no sale por la boca mientras es bloqueado por la lengua. Cuando una consonante no es nasal se dice que es una consonante oral. Otros tipos de consonantes pueden ser nasalizadas, pero normalmente nos referimos a alófonos de los archifonemas /N/ y /M/
Acústicamente, las consonantes nasales son sonorantes, es decir, no restringen la salida de aire, y casi siempre son sonoras. (Compárense las oclusivas orales, que obstruyen el aire completamente, y las fricativas, que obstruyen el aire con un canal estrecho. Tanto oclusivas como fricativas son más frecuentemente sordas que sonoras, y se conocen como obstruyentes).
Sin embargo, las consonantes nasales también se consideran oclusivas por su articulación, que impide completamente el paso del aire por la cavidad bucal. Tal dualidad, un flujo de aire sonorante por la nariz junto con la oclusión de la boca, implica que las nasales se comportan como sonorantes al tiempo que como obstruyentes (en general clases opuestas). Para la descripción acústica en general se consideran sonorantes, pero en muchas lenguas  pueden desarrollarse a partir de oclusivas o devenir en oclusivas.
Tienen bandas de energía alrededor de los 200 y los 2,000 Hz.
Lista de consonantes nasales:
- [m] es una nasal bilabial sonora
- [ɱ] es una nasal labiodental sonora (SAMPA: [F])
- [n̪] es una nasal dental sonora (SAMPA: [n_d]}
- [n] es una nasal alveolar o dental: véase nasal alveolar
- [ɳ] es una nasal retrofleja sonora, común en las lenguas índicas (SAMPA: [n`])
- [ɲ] es una nasal palatal (SAMPA: [J]); común en muchos idiomas europeos, como español ñ; francés e italiano gn; catalán y húngaro ny; y occitano y portugués nh.
- [ŋ] es una nasal velar sonora (SAMPA: [N]).
- [ɴ] es una nasal uvular (SAMPA: [N\])

La mayoría de idiomas contienen consonantes nasales. Ejemplos: El inglés, el alemán y el cantonés, que contienen [m], [n] y [ŋ]
- Datos: Q51593